# Ionel Săndulescu
Ionel Săndulescu este un fost senator român în legislatura 1990-1992 ales în municipiul București pe listele partidului PNL.
Ionel Săndulescu a demisionat din Senat pe data de 23 martie 1992, fiind înlocuit de Sanda Tătărescu-Negropontes. Ionel Săndulescu a fost promovat la rangul de ministru adjunct de externe al României, ministru de externe fiind Adrian Năstase. În cadrul activității sale parlamentare, Ionel Săndulescu a fost membru în grupurile parlamentare de prietenie cu Republica Elenă, Japonia și Australia.